# Memorial Marco Pantani 2007
Il Memorial Marco Pantani 2007, quarta edizione della corsa, si svolse il 9 giugno 2007, per un percorso totale di 176,6 km. Venne vinto dall'italiano Franco Pellizotti che terminò la gara in 4h17'15".

## Ordine d'arrivo (Top 10)
| Pos. | Corridore            | Squadra       | Tempo    |
| ---- | -------------------- | ------------- | -------- |
| 1    | Franco Pellizotti    | Liquigas      | 4h17'15" |
| 2    | Luca Mazzanti        | Cer. Panaria  | s.t.     |
| 3    | Pasquale Muto        | Miche         | a 38"    |
| 4    | Jure Golčer          | 3C-Androni    | a 50"    |
| 5    | Massimo Giunti       | Miche         | s.t.     |
| 6    | Vincenzo Nibali      | Liquigas      | a 2'10"  |
| 7    | Alessandro Bertolini | Diquigiovanni | s.t.     |
| 8    | Luca Solari          | Team LPR      | s.t.     |
| 9    | Luca Pierfelici      | Aurum Hotels  | s.t.     |
| 10   | Massimiliano Maisto  | OTC Doors     | s.t.     |